# 제노레이
제노레이(Genoray Co. Ltd.)는 대한민국의 의료용 영상진단장비 전문 중견 기업이다. 본사는 서울특별시 강남구 테헤란로114길 38(동일타워 3,8,9층)에 위치해 있으며 대표이사는 박병욱이다. 한국거래소의 '코스닥 라이징스타'에 4년 연속 선정되었다.

## 논란
2023년 제노레이의 소액주주들이 회사의 주가 하락과 관련하여 회사의 이익 증가와 자산 확대에도 불구하고 주주환원 정책 강화와 IR활동 개선을 요구한 적이 있다

## 상장
2018년 5월 28일에 공모가 23,000원에 코스닥 시장에 상장하였다. 

## 참고 문헌
1. ↑  제노레이, 덴탈 시장 공략 ‘한걸음 더’, 데일리치과, 2023.07.12
2. ↑  제노레이, 4년 연속 ‘코스닥 라이징스타’ 선정, 팜뉴스, 2023.07.26
3. ↑  제노레이 소액주주들의 분노 "주주 가치를 제고하라", 뉴스핌, 2023-04-28